# Glen Drover
Glen Drover (født 25. maj 1969) er en heavy metal-guitarist fra Ottawa, Ontario, Canada. Drover er bedst kendt for at være tidligere guitarist i Megadeth og King Diamond. På nuværende tidspunkt spiller han i sit eget band Eidolon. Han er lillebror til Shawn Drover, som spiller trommer i Megadeth og Eidolon.

## Diskografi

### Eidolon
- Sacred Shrine (1993)
- Zero Hour (1996)
- Seven Spirits (1997)
- Nightmare World (2000)
- Hallowed Apparition (2001)
- Coma Nation (2002)
- Apostles Of Defiance (2003)
- The Parallel Otherworld (2006)

### King Diamond
- House of God (2000)

### Megadeth
- Gigantour (2005)
- Arsenal of Megadeth (2006)
- Gigantour 2 (2006)
- That One Night: Live in Buenos Aires (2007)
- United Abominations (2007)